# Gran hombre (antropología)
Gran hombre es el término usado en Antropología para referirse a aquellos individuos que poseen una especial influencia dentro de sus tribus pero que no tienen capacidad para imponer su voluntad. El gran hombre no tiene una autoridad formal otorgada por la tribu (obtenida gracias a sus posesiones materiales o por derechos de herencia) sino que consigue mantener su posición gracias a su capacidad de persuasión y a su sabiduría. Tiene un amplio grupo de seguidores que pertenecen tanto a su clan como a otros clanes y a todos ellos les proporciona protección y asistencia económica. A cambio, utiliza sus apoyos para incrementar su propio rango. Este concepto se relaciona sobre todo con comunidades isleñas de Melanesia y Polinesia (aunque también de América o África) y ha sido utilizado en Prehistoria para definir el liderazgo de las sociedades segmentarias.

## El "sistema del gran hombre"

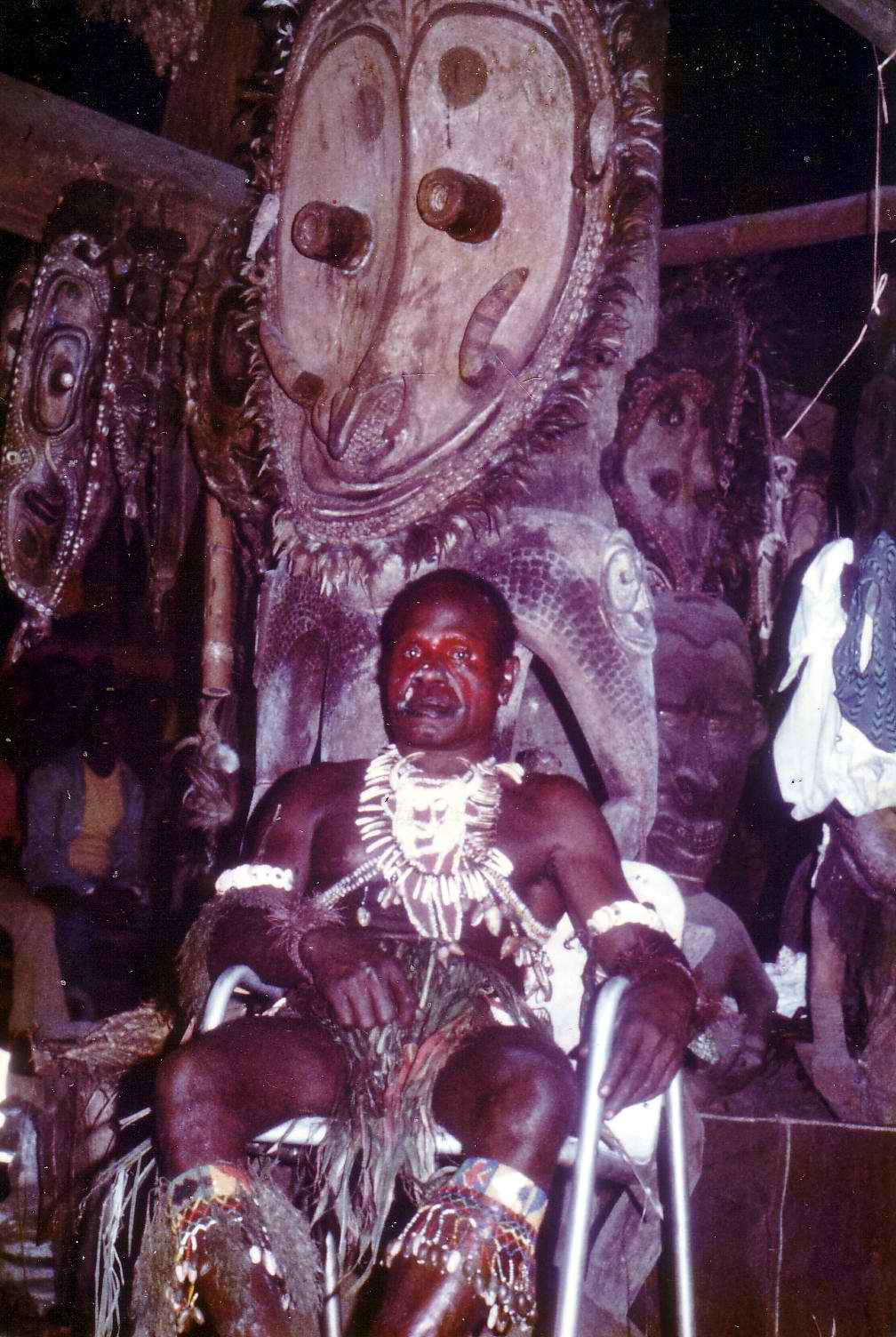
Jefe de la región del río Sepik, en el este de Nueva Guinea.

El fenómeno del gran hombre ha sido estudiado por el antropólogo Douglas Oliver, que editó en 1955 su trabajo de campo realizado en Bougainville como "A Solomon Island Society: Kinship and Leadership Among the Sivai of Bougainville". También Marshall Sahlins tiene un artículo, ampliamente citado, de 1963 y titulado "Poor Man, Rich Man, Big Man, Chief: Political Types in Melanesia and Polynesia".
Oliver descubrió que actualmente los grandes hombres competían constantemente para mantener su posición y que esta no implicaba necesariamente un mejor nivel de vida ni capacidad de coacción. Pero, tiempo atrás, los grandes hombres conseguían también que una parte de la comunidad luchase por ellos en guerras locales que les proporcionaban botín y esclavos.
Sahlins utilizó tipologías ideales de jerarquía e igualdad construidas analíticamente para comparar la compleja sociedad jerárquica de tipo polinesio, formada por jefes y subjefes, con el sistema de tipo melanesio del gran hombre. Esta última tipología consistiría en grupos de linajes segmentarios, que se mantienen unidos a nivel local gracias a los líderes de facciones diversas que compiten entre sí por el poder, dentro de una estructura social horizontal y con colectivos igualitarios. El liderazgo no está adscrito sino que se obtiene mediante la acción y la competición "con otros hombres ambiciosos".

## Posición
Los cabecillas de aldeas no tienen capacidad para imponerse por la fuerza y para evitar la desobediencia no dan órdenes directas.  Utilizan la persuasión para que sus seguidores intensifiquen la producción y el excedente resultante lo puedan redistribuir.
La posición de un gran hombre nunca está asegurada de forma patrimonial en la cúspide de la jerarquía, sino que siempre está amenazada por los diferentes grandes hombres que compiten entre ellos, en un continuo proceso de reciprocidad y redistribución de los recursos políticos y materiales. De esta manera, el gran hombre está sujeto a un orden transaccional basado en su habilidad para equilibrar los pulsos simultáneos y opuestos, con el objeto de asegurar su propio reconocimiento mediante la distribución de recursos a las facciones de otros grandes hombres (extendiendo de esta forma la fama de su poder y capacidad) y la redistribución de recursos a los miembros de la suya propia (conservando así seguidores satisfechos con su capacidad de liderazgo). El concepto de gran hombre es relativamente fluido y la autoridad formal de tal figura es muy baja o incluso inexistente. Su posición no es inherentemente heredable.

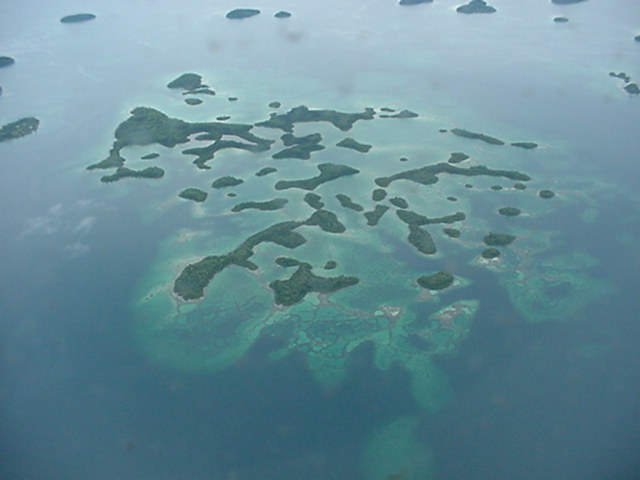
Vista aérea de los atolones de las islas Salomón.

Pero estas relaciones redistributivas pueden establecer las pautas para una progresiva jerarquización de la sociedad. Si se dan factores tales como una intensificación de la producción y que esta sea de alimentos no perecederos, en momentos de escasez el gran hombre puede utilizar los excedentes que controla para aumentar su poder. Mientras su rango comienza a estar legitimado por el hecho mismo de gestionar tales excedentes, que utilizará también en empresas comerciales y/o bélicas, irá adoptando signos diferenciadores respecto al resto de su pueblo. Con el tiempo el rango se puede convertir en un cargo, el de jefe, y este, a su vez, en transmisible, hereditario. A partir de entonces, el jefe y su familia comerán, vestirán y vivirán mejor que aquellos que sustentan voluntariamente su forma de vida, estableciéndose así una sociedad de jefatura.

## El gran hombre en Papúa Nueva Guinea
Andrew J. Strathern ha aplicado el concepto de gran hombre a una comunidad de Mount Hagen, Papúa Nueva Guinea. Tradicionalmente, entre los miembros de las comunidades no-parlantes de lenguas austronesias, la autoridad era obtenida por un hombre (denominado "gran hombre") reconocido como "el ejecutante más capacitado en las actividades sociales, políticas, económicas y ceremoniales". Su función no era mandar, sino influir en su sociedad mediante el ejemplo. De él se esperaba que actuara como negociador con los grupos vecinos y que redistribuyera comida periódicamente (generalmente producida por sus esposas). En este sentido era visto como el encargado de asegurar el bienestar de su comunidad.
Su categoría se sustentaba en la donación de regalos (muchas veces cerdos) que mantenían en deuda a los beneficiarios y le proporcionaba un amplio prestigio en la comunidad. Tal sistema sigue siendo utilizado actualmente en muchas partes de Papúa Nueva Guinea y otros lugares de Melanesia.

## La producción de los Grandes Hombres de los baruya de Nueva Guinea
Maurice Godelier hace un aporte al paradigma del Big Man como tipo de organización política, al señalar que la organización social Baruya, grupo étnico que habita las tierras altas de Nueva Guinea, se distingue de la organización social de otras sociedades primitivas de Papúa Nueva Guinea y el resto de Melanesia y Polinesia por la dominación de Grandes Hombres sobre el resto de los hombres, un poder fruto de merecimientos o herencias como chamanes, guerreros o cazadores de casuarios  que ostentan los Grandes Hombres como una forma de poder no correlativa con la riqueza económica. Demostrando que a diferencia de lo que postula el marxismo sobre la diferenciación entre la estructura económica y la superestructura ideológica en las sociedades de clases, Godelier pone atención en las sociedades segmentarias precapitalistas como la sociedad baruya para explicar que  el parentesco sigue siendo el principio que organiza lo político, lo ideológico  y lo económico, no desarrollándose sociedades de clases que el joven estado-nación de Nueva Guinea y el dominio colonial australiano han buscado integrar  políticamente a las tribus aisladas como los baruya. De esta manera, el argumento del autor apunta a tratar a la  producción social de Grandes Hombres como corolario correlativo y complementario de la dominación masculina sobre las mujeres, aunque esta última esté fundada en una dominación totalmente distinta, basada en teorías cosmológicas de los nativos sobre la reproducción biológica y la sexualidad que avalan la dominación masculina y el sometimiento por edades de los más grandes sobre los más chicos. Siendo dos tipos de jerarquías sociales distintas, Godelier argumenta que las creencias sobre el distinto valor de lo masculino sobre lo femenino y el poder simbólico diferencial que cumplen los fluidos corporales son la base del modo de producción de figuras políticas de los hombres que se distinguen del resto de los hombres. A diferencia de las sociedades gobernadas por Big Men, según Godelier, el poder de los Grandes Hombres baruya no significa riqueza como tampoco para los baruya la riqueza significa merecimiento de prestigio social. El poder de los Grandes Hombres es la otra  parte de un principio que gobierna la reproducción de la vida y las relaciones de parentesco para los baruya de acuerdo a que una mujer vale solo una mujer, un orden social que da forma a los intercambios con otros grupos, a veces procedentes de valles distantes y sin idioma en común, diferenciando al sistema de producción de Grandes Hombres de los baruya de los modelos de sujetos políticos tipo Big Men frecuente en melanesia.

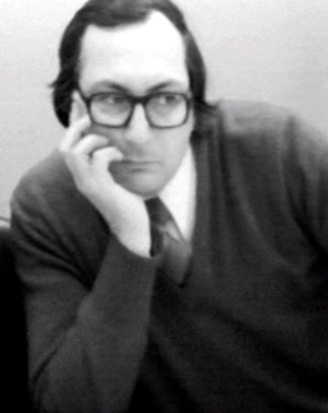
Maurice Godelier

## Intercambio kula
El intercambio de regalos ha sido estudiado por Bronislaw Malinowski en su obra Los argonautas del Pacífico Occidental. En ella trató acerca del sistema de intercambio existente entre algunas islas del mar de Salomón, que tenía carácter de reciprocidad y reforzaba la relación de unos individuos con otros mediante la entrega de regalos (collares a cambio de brazaletes de concha). El concepto antropológico de intercambio recíproco de objetos de valor ha sido incorporado por los arqueólogos al estudio de las redes comerciales durante la prehistoria con satisfactorios resultados.